# CSI: Cyber
CSI: Cyber inaczej tzw: CSI: Kryminalne zagadki Cyberprzestrzeni – amerykański kryminalny serial telewizyjny, emitowany przez CBS, trzeci po serialach CSI: Kryminalne zagadki Miami i CSI: Kryminalne zagadki Nowego Jorku spin-off serialu CSI: Kryminalne zagadki Las Vegas. Serial jest emitowany od 4 marca 2015 roku. Pierwszy sezon serialu, który zastąpił CSI: Las Vegas w ramówce, liczy 13 odcinków.
11 maja 2015 stacja CBS zamówiła oficjalnie 2. sezon serialu.
W Polsce serial był emitowany od 20 sierpnia 2015 do 2 czerwca 2016 przez AXN, a od 4 września 2016 do 16 października 2016 oraz od 24 października 2019 do 5 marca 2020 przez Polsat (1. i 2. seria).
12 maja 2016 stacja CBS ogłosiła zakończenie produkcji serialu po dwóch sezonach.

## Fabuła
Zespół FBI z wydziału ds. cyberprzestępczości, kierowany przez Agentkę Specjalną Avery Ryan, działa przeciwko mrocznej stronie świata komputerowego. Avery, Agentka Specjalna i psycholog, kieruje zespołem, w skład którego wchodzą: były marine – Starszy Agent Elijah Mundo, Agent Specjalny / technik Daniel Krumitz oraz dwójka ex-hakerów, Raven Ramirez i Brody Nelson.

## Postacie
| Patricia Arquette  | dr Avery Ryan  | Agentka Specjalna / Cyber-Psycholog              | Główny | Główny | Główny | Główny | Główny | Główny | Główny | Główny | Główny | Główny | Główny | Główny | Główny | Główny |
| James Van Der Beek | Elijah Mundo   | Starszy Agent Specjalny                          | Główny | Główny | Główny | Główny | Główny | Główny | Główny | Główny | Główny | Główny | Główny | Główny | Główny | Główny |
| Peter MacNicol     | Simon Sifter   | Asystent Dyrektora                               | Główny | Główny | Główny | Główny | Główny | Główny | Główny | Główny | Główny | Główny | Główny | Główny | Główny | Główny |
| Charley Koontz     | Daniel Krumitz | Agent Specjalny, technik                         | Główny | Główny | Główny | Główny | Główny | Główny | Główny | Główny | Główny | Główny | Główny | Główny | Główny | Główny |
| Shad Moss          | Brody Nelson   | ex-haker, technik                                | Główny | Główny | Główny | Główny | Główny | Główny | Główny | Główny | Główny | Główny | Główny | Główny | Główny | Główny |
| Hayley Kiyoko      | Raven Ramirez  | ex-hakerka, Specjalista od Technologii w Mediach | Główny | Główny | Główny | Główny | Główny | Główny | Główny | Główny | Główny | Główny | Główny | Główny | Główny | Główny |
| Ted Danson         | D.B. Russell   | dyrektor                                         | Główny | Główny | Główny | Główny | Główny | Główny | Główny | Główny | Główny | Główny | Główny | Główny | Główny | Główny |

## Sezony
| Sezon | Sezon | Odcinki | Oryginalna emisja | Oryginalna emisja | Oryginalna emisja w AXN | Oryginalna emisja w AXN | Oryginalna emisja w Polsacie | Oryginalna emisja w Polsacie | Oryginalna emisja w Polsacie |
| Sezon | Sezon | Odcinki | Premiera sezonu   | Finał sezonu      | Premiera sezonu         | Finał sezonu            | Premiera sezonu              | Finał sezonu                 | Emisja serialu w Polsacie    |
| ----- | ----- | ------- | ----------------- | ----------------- | ----------------------- | ----------------------- | ---------------------------- | ---------------------------- | ---------------------------- |
|       | Pilot | 1       | 30 kwietnia 2014  | 30 kwietnia 2014  | 31 lipca 2014           | 31 lipca 2014           | brak danych                  | brak danych                  | brak danych                  |
|       | 1     | 13      | 4 marca 2015      | 13 maja 2015      | 20 sierpnia 2015        | 17 grudnia 2015         | 4 września 2016              | 16 października 2016         | niedziela 22.05 i 23.05      |
|       | 2     | 18      | 21 września 2015  | 13 marca 2016     | 4 lutego 2016           | 2 czerwca 2016          | 24 października 2019         | 5 marca 2020                 | czwartek 0.15/2.30           |